# Wolfgang Ritter (Jurist)
Wolfgang Ritter (* 20. Januar 1927 in Graudenz; † 25. Oktober 2009 in Frankenthal (Pfalz)) war ein deutscher Verwaltungs- und Steuerjurist.

## Leben
Ritter wurde 1927 als Sohn des Optikers Walter Ritter und dessen Ehefrau Leni Pfister im seit 1920 zur polnischen Provinz Pommern gehörenden Graudenz an der Weichsel geboren.
Nach dem Zweiten Weltkrieg studierte Ritter Rechtswissenschaft an der Westfälischen Wilhelms-Universität in Münster, der Università degli studi di Pavia sowie der Université de Genève und legte 1952 die Erste Juristische Staatsprüfung ab, 1956 folgte das zweite Staatsexamen.
1957 trat Wolfgang Ritter in den Dienst der Finanzverwaltung ein. Nach Stationen als Leiter
einer Amtsbetriebsprüfung in Siegen und persönlicher Referent des Oberfinanzpräsidenten in Münster wurde er 1964 ins Bundesministerium für Finanzen berufen, wo er bis 1972 als Referatsleiter für Doppelbesteuerungsverhandlungen und außensteuerliche Gesetzgebungsvorhaben verantwortlich war. Von 1972 bis 1992 war Ritter Direktor der BASF AG in Ludwigshafen am Rhein. Im Jahr 1973 übernahm er die Leitung des Zentralbereichs Recht, Steuern und Versicherung bei der BASF.
Von 1983 bis 1996 war Ritter Vorsitzender des Steuerausschusses des Bundesverbandes der Deutschen Industrie (BDI). Er gehörte seit 1972 dem Steuerausschuss des Verbandes der Chemischen Industrie (VCI) an. Von 1976 bis 1992 war er Vorsitzender, seitdem Ehrenvorsitzender des Ausschusses.
2001 legte er als Vorsitzender des BDI/VCI-Arbeitskreises zur Reform der Gewerbesteuer die Schrift Verfassungskonforme Reform der Gewerbesteuer: Konzept einer kommunalen Einkommen- und Gewinnsteuer vor.
Er war Honorarprofessor für Internationales Steuerrecht an der Universität Mannheim.